# Stanskogel
Le Stanskogel est une montagne qui s’élève à 2 757 m d’altitude dans les Alpes de Lechtal, en Autriche.